# Meriden Firearms Co.
A Meriden Firearms Company de Meriden, Connecticut, EUA fabricou armas pequenas de 1905 a 1918. A Meriden fabricou 20 variedades de revólveres com cão exposto ou embutido, chegando a produzir 100 pistolas por dia em 1906. Além dos revólveres, a empresa fabricou rifles e escopetas.

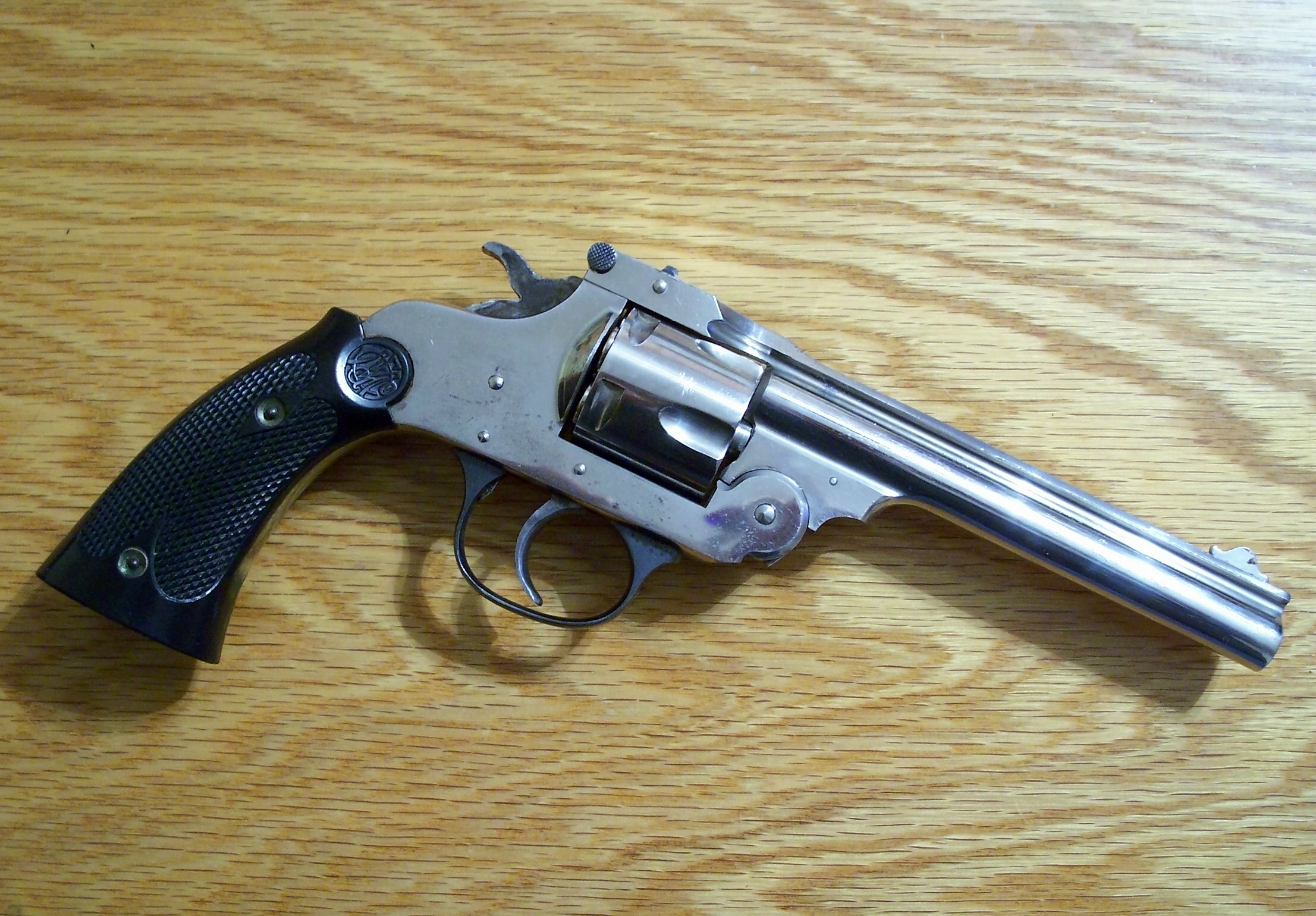
Um exemplar da Meriden .38 pocket pistol.

## Histórico
A Meriden Firearms Company foi formada quando a Sears, Roebuck & Co. comprou a fábrica de armas de fogo Andrew Fyrberg & Sons e mudou a planta e o maquinário para Meriden, Connecticut, em 1905 na antiga fábrica da Malleable Iron Company. A empresa vendeu suas armas de fogo através do catálogo da Sears, bem como através de outros varejistas (usando nomes comerciais diferentes). A Meriden introduziu o rifle por ação de bombeamento, o "Model 15" no calibre .22, com base nas patentes da Savage Arms no outono de 1912. Em 1918, a Sears anunciou que a Meriden Firearms Company interromperia a fabricação de armas de fogo esportivas.